# Anacondaplan

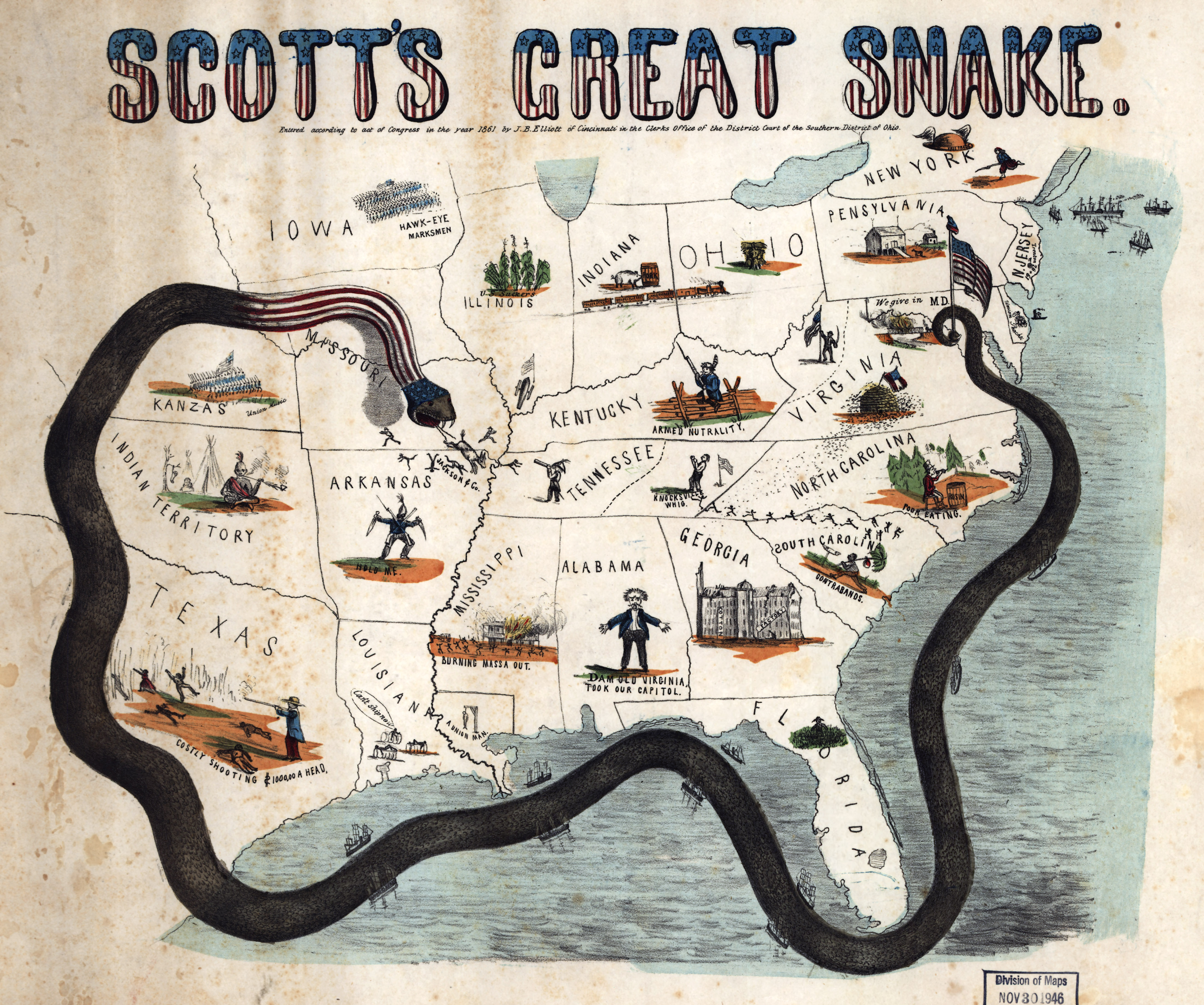
Cartoon in de vorm van een slang van het Anacondaplan

Het Anacondaplan werd in 1861 voorgesteld door de Noordelijke generaal Winfield Scott als strategie om de Amerikaanse Burgeroorlog te winnen met minimale verliezen, door de Geconfedereerde Staten van Amerika op zee te blokkeren en door de controle over de rivier de Mississippi over te nemen.
Het plan bestond uit twee onderdelen:
1. Blokkade van de kust en havens van de Zuidelijke staten om de export van katoen en andere producten te voorkomen, en om de import van oorlogsmaterieel tegen te houden.
2. Afsnijden van de zuidwestelijke staten van de rest van het Zuiden door de Mississippi over haar gehele lengte te controleren.

Toen hij zijn voorstel lanceerde ontving het enorm veel kritiek. Een beroemd geworden kranten-cartoon liet een enorme anaconda-slang zien die de Confederatie wurgde, waarmee het plan haar naam kreeg. Ondanks dat de Noordelijke regering het plan nooit formeel aannam, voerde president Abraham Lincoln beide onderdelen toch uit.
Lincoln riep op tot een maritieme blokkade van het Zuiden op 19 april 1861, zes dagen na de val van Fort Sumter. De blokkade was al na zes maanden zeer succesvol, ook al moest 5000 km grillige kustlijn worden bewaakt. Twee jaar later was de blokkade dusdanig aangescherpt dat ze bijna ondoordringbaar was geworden.
Het tweede deel van het plan werd uitgevoerd door legers onder het commando van Henry Halleck, Ulysses S. Grant en Nathaniel P. Banks en door eenheden van de United States Navy onder Andrew H. Foote, David D. Porter en David G. Farragut, die beetje bij beetje de controle over de Mississippi overnamen, wat ze in juli 1863 afmaakten met de val van Vicksburg en Port Hudson.